# Gnathorhynchus rostellatus
Gnathorhynchus rostellatus är en plattmaskart som beskrevs av Brunet 1973. Gnathorhynchus rostellatus ingår i släktet Gnathorhynchus och familjen Gnathorhynchidae. Inga underarter finns listade i Catalogue of Life.